# 特合土乡
特合土乡，是中华人民共和国青海省果洛藏族自治州达日县下辖的一个乡镇级行政单位。

## 行政区划
特合土乡下辖以下地区：
扣压牧委会、夏曲牧委会和科曲牧委会。